# Port de l'Ouest (Francfort-sur-le-Main)
Pour les articles homonymes, voir Port de l'Ouest.

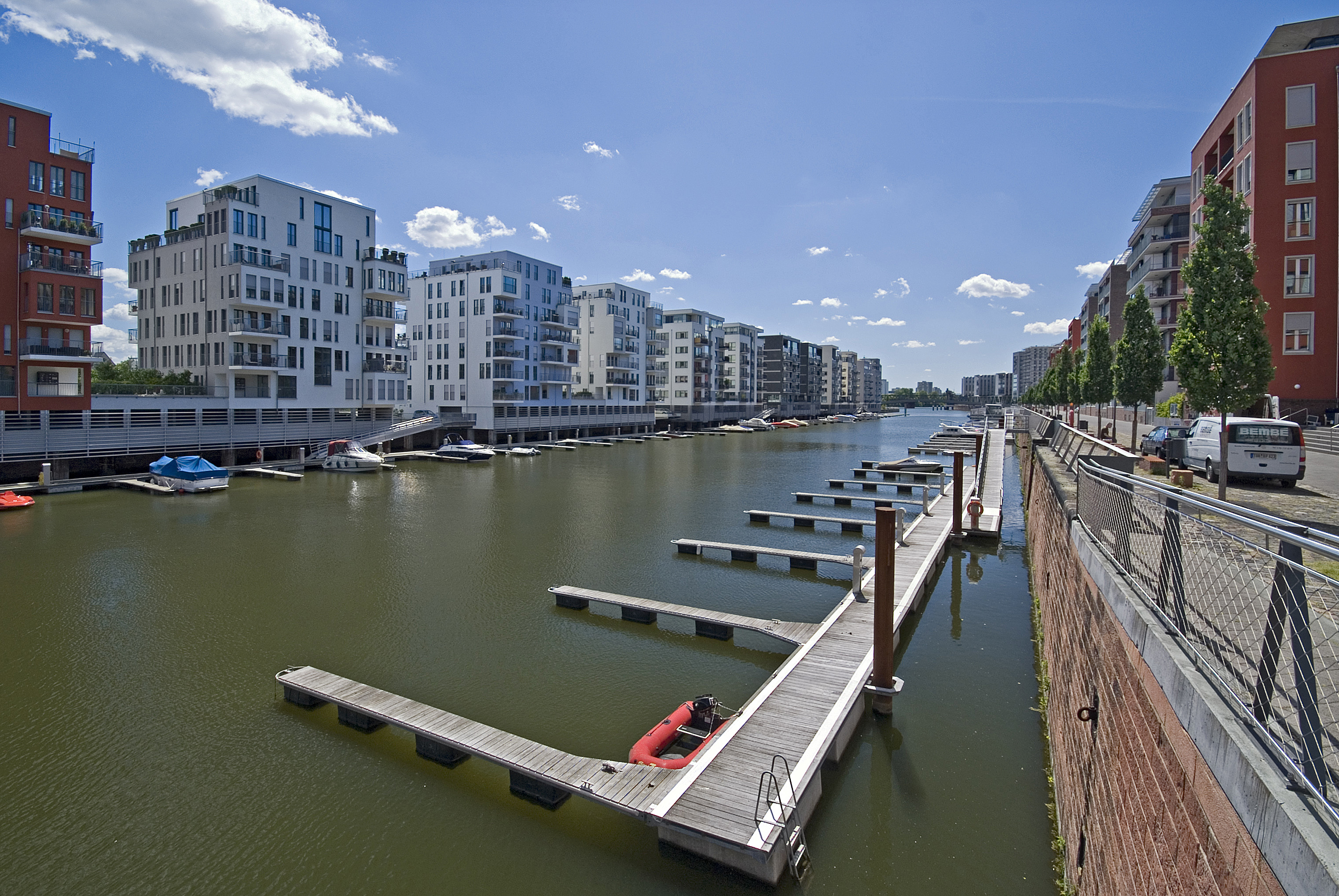
Le bassin à flot vu depuis l'est

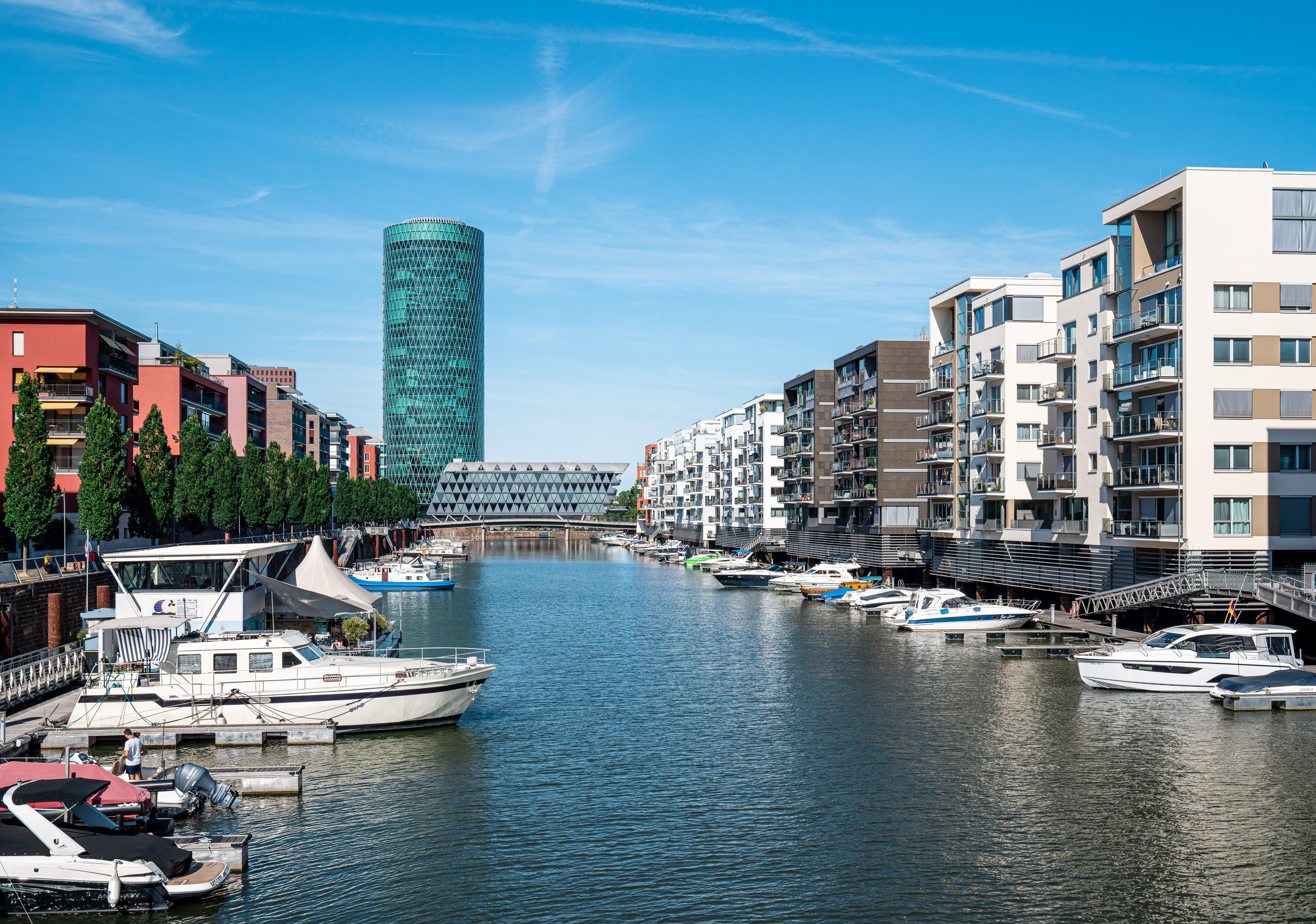
Au port de l'Ouest. Juillet 2019.

Le Port de l'Ouest (Westhafen) à Francfort-sur-le-Main est un ancien port fluvial sur la rive gauche du Main en Allemagne. Il est constitué d'un bassin à flot de 560 m. de long et 75 m. de large séparé du Main par un mole. Il est situé dans la partie occidentale du centre-ville, dans le quartier de Gutleutviertel, entre le Friedensbrücke (pont de la paix) et le Main-Neckar-Brücke (pont du Main-Neckar) au sud de la gare centrale et du centre administratif.

## Histoire
Le port a été inauguré le 16 octobre 1886 après trois ans de travaux, sur les lieux de l'ancien Port d'hiver (Winterhafen) où s'abritaient les navires de la prise des glaces en hiver.
En 1993, le Gemeinderat de Francfort a voté la mise en place d'une marina à cet endroit. Elle est constituée d'un port de plaisance de luxe,  d'un complexe résidentiel d'une surface de 12 hectares prévu pour loger environ 2 000 personnes, ainsi que de locaux administratifs et de quelques commerces. La Westhafen Tower à proximité a elle été construite en 2004.

## Panorama

Panorama de la Marina